# Confeitaria Nacional
A Confeitaria Nacional localiza-se na Praça da Figueira 18 A a D, e na Rua dos Correeiros, 238, na Baixa Pombalina da cidade de Lisboa, em Portugal. A Confeitaria Nacional foi recentemente seleccionada enquanto uma das melhores e mais antigas casas de doces da Europa.
A confeitaria foi fundada em 1829, por Balthazar Roiz Castanheiro, natural de Vila Pouca de Aguiar, em Vila Real de Trás-os-Montes. A loja começou por ocupar duas portas que dão para a Rua da Betesga, sendo ampliada por volta de 1835, tornejando para a Rua dos Correeiros. As receitas da doçaria conventual trazidas daquele concelho, que fazem sucesso em Lisboa, habilitam-no a ser eleito juíz da Irmandade da Nossa Senhora da Oliveira, padroeira dos confeiteiros em Lisboa. O negócio prosperou mesmo após a sua morte, em 1869, e ainda hoje está na posse dos seus herdeiros.
Baltazar Castanheiro Júnior, que sucedeu ao seu pai, realizou importantes melhoramentos na loja, tendo também aberto um salão de chá no andar superior. É por volta desta altura que Castanheiro Júnior traz de França a fórmula secreta do bolo-rei, introduzindo em Portugal aquele que é hoje um dos bolos mais tradicionais da doçaria portuguesa. Aos poucos, outras confeitarias da cidade passaram também a fabricar o Bolo-Rei, originando assim várias versões diferentes; todavia, a Confeitaria Nacional continua, ainda hoje, a produzir a receita original, que permanece um segredo bem guardado. Castanheiro Júnior manda vir, também, de Paris e Madrid, mestres confeiteiros, para assegurar a qualidade do fabrico dos seus bolos, e outros produtos, como compotas e licores de fruta.

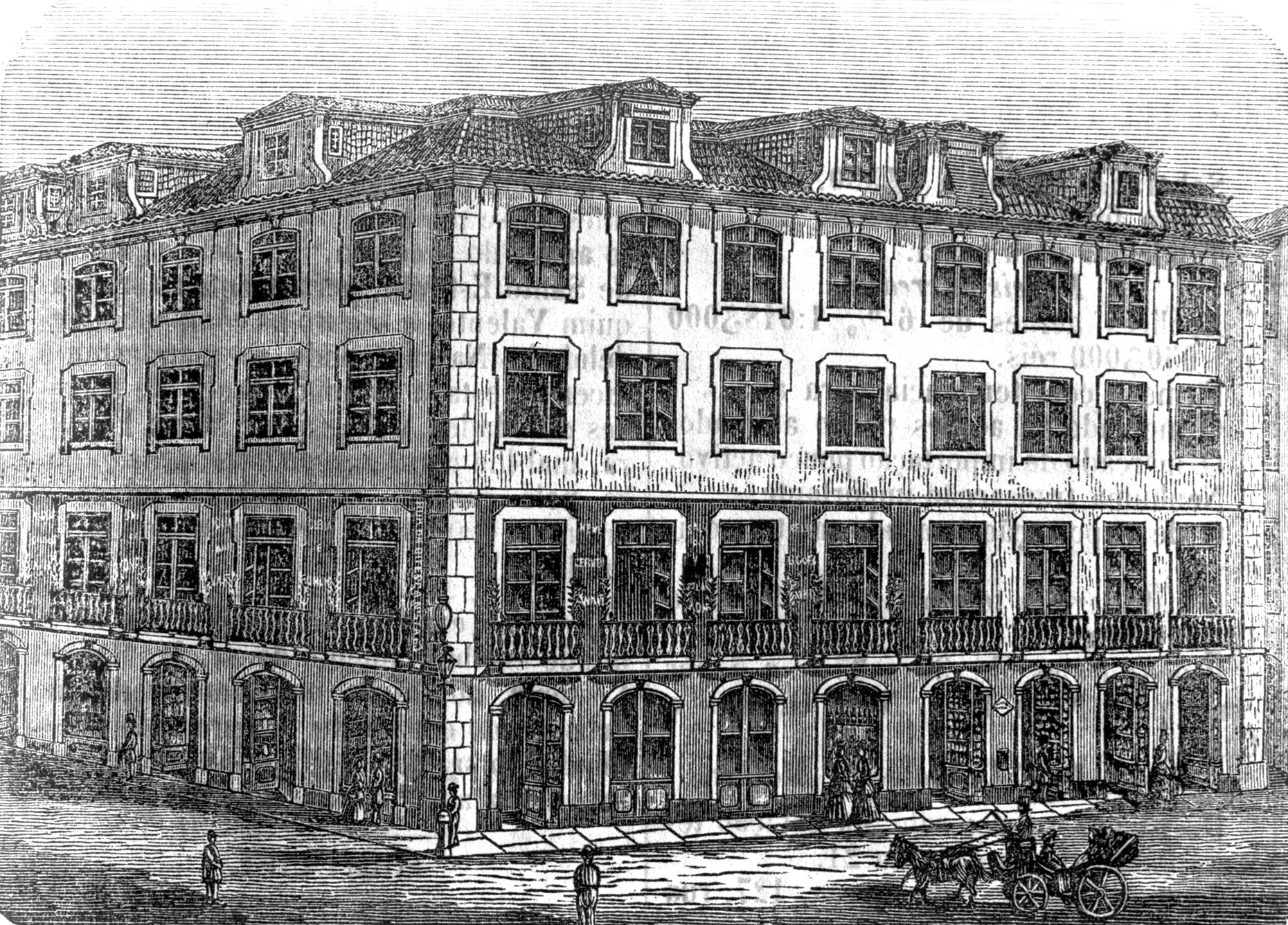
Gravura da Confeitaria Nacional, 1872.

Altamente conceituada, a Confeitaria Nacional recebeu uma medalha na Exposição Universal de Paris de 1878. Participou, também, na Exposição Universal de Viena de Áustria de 1873, onde apresentou as suas frutas cristalizadas e compotas de fruta.
A 28 de Outubro de 1873, o Rei D. Luís I de Portugal assina o alvará que torna a Confeitaria Nacional fornecedora da Casa Real, condição que se mantém até à Implantação da República Portuguesa, em 1910. No entanto, mesmo após a Revolução Republicana, a casa continua a gozar de grande prestígio, fornecendo destacadas figuras sociais e políticas, como António de Oliveira Salazar.